# كاثرين غاردنر
كاثرين غاردنر (بالإنجليزية: Catherine Gardner)‏ هي ممثلة أمريكية، ولدت في 10 يونيو 1982 في واتربوري في الولايات المتحدة.

## وصلات خارجية
- كاثرين غاردنر على موقع IMDb (الإنجليزية)
- كاثرين غاردنر على موقع قاعدة بيانات الفيلم (الإنجليزية)